# کنفرانس جنوا

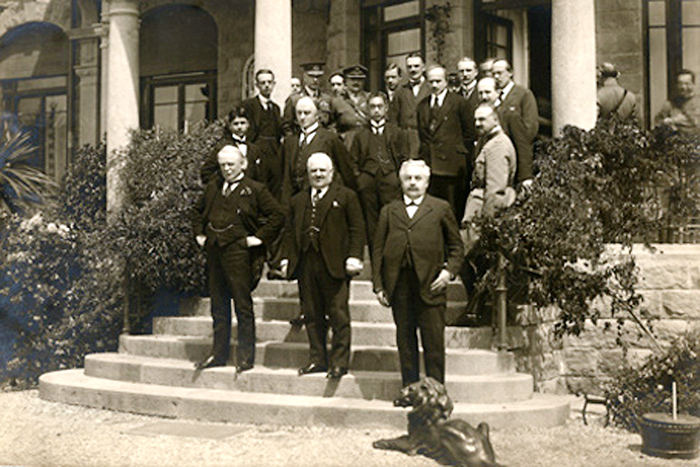
از شرکت‌کنندگان در کنفرانس جنوا.

کنفرانس جنوا (انگلیسی: Genoa Conference) گردهمایی ۳۴ کشور جهان در ۱۰ آوریل تا ۱۹ مه ۱۹۲۲ در شهر جنوا ایتالیا بود. هدف این کنفرانس که به ابتکار نخست وزیر بریتانیا لوید جورج تشکیل شده بود تعیین استراتژی‌هایی برای بازسازی اروپای مرکزی و شرقی به ویژه روسیه پس از جنگ جهانی اول و مذاکره برای برقراری رابطه بین کشورهای سرمایه داری و نظام جدید بلشویک شوروی بود.
کنفرانس جنوا به دلیل ناسازگاری فرانسه و آلمان، مخالفت شوروی با پرداخت بدهی‌های روسیه تزاری و عدم حضور ایالات متحده آمریکا به شکست انجامید. با این حال در حاشیه این کنفرانس وزرای خارجه آلمان و شوروی عهدنامه راپالو را امضا کردند که ضمن پایان دادن به هرگونه ادعایی نسبت به یکدیگر، به عادی‌سازی روابط دو کشور انجامید.